# Luisa Cristina di Savoia-Carignano
Luisa Cristina di Savoia-Carignano (Parigi, 1º agosto 1627 – Parigi, 7 luglio 1689) fu una principessa di Carignano per nascita, e principessa ereditaria consorte di Baden-Baden per matrimonio.

## Biografia
Era figlia di Tommaso Francesco di Savoia, principe di Carignano, marchese di Bosque e di Châtellard, marchese di Racconigi e di Villafranca, e di Maria di Borbone-Soissons, pronipote di Enrico IV di Francia, 
Nacque a Parigi, nell'Hôtel de Soissons, dimora della famiglia della madre, e venne data in moglie a Ferdinando Massimiliano di Baden-Baden che sposò nella Chiesa di Saint-Sulpice il 15 marzo 1653. Il contratto di matrimonio è ancora oggi conservato presso l'Institut de France.
Il matrimonio venne negoziato anche dal cardinale Mazzarino. Suo marito Ferdinando Massimiliano era figlio di Guglielmo di Baden-Baden ed erede del margraviato di Baden-Baden.
Il matrimonio per Luisa fu infelice: la giovane infatti si rifiutò di lasciare la raffinata corte francese e seguire il marito nell'arretrato Baden-Baden.
Luisa diede alla luce un solo figlio:
- Luigi Guglielmo di Baden-Baden (Parigi, 18 aprile 1655-Rastatt, 4 gennaio 1707).

Per costringere la moglie a seguirlo, Ferdinando Massimiliano prese il figlio e lo portò nel Baden-Baden dove crebbe e si prese cura di lui la seconda moglie del nonno, Maria Maddalena di Oettingen-Baldern. Quando fu chiaro che Luisa non avrebbe mai lasciato Parigi, i coniugi si separarono.
Ferdinando Massimiliano morì prima del padre, pertanto alla morte di Guglielmo il Baden-Baden venne ereditato da Luigi Guglielmo.

## Ascendenza
|                                       |                          |                                 | Genitori                        |  |  | Nonni |  |  | Bisnonni                       |  |  | Trisnonni          |  |
|                                       |                          |                                 |                                 |  |  |       |  |  | Emanuele Filiberto I di Savoia |  |  | Carlo II di Savoia |  |
|                                       |                          |                                 |                                 |  |  |       |  |  | Emanuele Filiberto I di Savoia |  |  | Carlo II di Savoia |  |
|                                       |                          | Beatrice d'Aviz                 |                                 |  |  |       |  |  | Emanuele Filiberto I di Savoia |  |  |                    |  |
| Carlo Emanuele I di Savoia            |                          |                                 |                                 |  |  |       |  |  | Emanuele Filiberto I di Savoia |  |  |                    |  |
|                                       |                          | Margherita di Valois            | Francesco I di Francia          |  |  |       |  |  |                                |  |  |                    |  |
|                                       |                          | Margherita di Valois            | Francesco I di Francia          |  |  |       |  |  |                                |  |  |                    |  |
|                                       |                          | Margherita di Valois            | Claudia di Francia              |  |  |       |  |  |                                |  |  |                    |  |
| Tommaso Francesco di Savoia-Carignano |                          | Margherita di Valois            |                                 |  |  |       |  |  |                                |  |  |                    |  |
|                                       |                          | Filippo II di Spagna            | Carlo V d'Asburgo               |  |  |       |  |  |                                |  |  |                    |  |
|                                       |                          | Filippo II di Spagna            | Carlo V d'Asburgo               |  |  |       |  |  |                                |  |  |                    |  |
|                                       |                          | Filippo II di Spagna            | Isabella d'Aviz (1503-1539)     |  |  |       |  |  |                                |  |  |                    |  |
| Caterina Michela d'Asburgo            |                          | Filippo II di Spagna            |                                 |  |  |       |  |  |                                |  |  |                    |  |
|                                       |                          | Elisabetta di Valois            | Enrico II di Francia            |  |  |       |  |  |                                |  |  |                    |  |
|                                       |                          | Elisabetta di Valois            | Enrico II di Francia            |  |  |       |  |  |                                |  |  |                    |  |
|                                       |                          | Elisabetta di Valois            | Caterina de' Medici             |  |  |       |  |  |                                |  |  |                    |  |
| Luisa Cristina di Savoia-Carignano    |                          | Elisabetta di Valois            |                                 |  |  |       |  |  |                                |  |  |                    |  |
|                                       | Luigi I di Borbone-Condé | Carlo IV di Borbone-Vendôme     |                                 |  |  |       |  |  |                                |  |  |                    |  |
|                                       | Luigi I di Borbone-Condé | Carlo IV di Borbone-Vendôme     |                                 |  |  |       |  |  |                                |  |  |                    |  |
|                                       | Luigi I di Borbone-Condé | Giovanna III di Navarra         |                                 |  |  |       |  |  |                                |  |  |                    |  |
| Carlo di Borbone-Soissons             | Luigi I di Borbone-Condé |                                 |                                 |  |  |       |  |  |                                |  |  |                    |  |
|                                       |                          | Francesca d'Orléans-Longueville | Francesco d'Orléans-Longueville |  |  |       |  |  |                                |  |  |                    |  |
|                                       |                          | Francesca d'Orléans-Longueville | Francesco d'Orléans-Longueville |  |  |       |  |  |                                |  |  |                    |  |
|                                       |                          | Francesca d'Orléans-Longueville | Jacqueline de Rohan             |  |  |       |  |  |                                |  |  |                    |  |
| Maria di Borbone-Soissons             |                          | Francesca d'Orléans-Longueville |                                 |  |  |       |  |  |                                |  |  |                    |  |
|                                       |                          | Luigi di Montafià               | …                               |  |  |       |  |  |                                |  |  |                    |  |
|                                       |                          | Luigi di Montafià               | …                               |  |  |       |  |  |                                |  |  |                    |  |
|                                       |                          | Luigi di Montafià               | …                               |  |  |       |  |  |                                |  |  |                    |  |
| Anna di Montafià                      |                          | Luigi di Montafià               |                                 |  |  |       |  |  |                                |  |  |                    |  |
|                                       |                          | Giovanna di Coesme              | Luigi di Coesmes                |  |  |       |  |  |                                |  |  |                    |  |
|                                       |                          | Giovanna di Coesme              | Luigi di Coesmes                |  |  |       |  |  |                                |  |  |                    |  |
|                                       |                          | Giovanna di Coesme              | Anna di Pisseleu                |  |  |       |  |  |                                |  |  |                    |  |
|                                       |                          | Giovanna di Coesme              |                                 |  |  |       |  |  |                                |  |  |                    |  |